# Jessica Crisp
Jessica Crisp (Sídney, 19 de septiembre de 1969) es una deportista australiana que compitió en vela en las clases Mistral y RS:X.
Ganó una medalla de bronce en el Campeonato Mundial de RS:X de 2007. Participó en cuatro Juegos Olímpicos de Verano, entre los años 2000 y 2012, ocupando el quinto lugar en Sídney 2000 (Mistral), el sexto en Atenas 2004 (Mistral) y el quinto en Pekín 2008 (RS:X).

## Palmarés internacional
| \| Campeonato Mundial \| Campeonato Mundial \| Campeonato Mundial \| Campeonato Mundial \| \| Año \| Lugar \| Medalla \| Clase \| \| ------------------ \| ------------------ \| ------------------ \| ------------------ \| \| 2007 \| Cascaes (Portugal) \| Medalla de bronce \| RS:X \| |                    |                   |       |
| Campeonato Mundial |                    |                   |       |
| Año | Lugar              | Medalla           | Clase |
| 2007 | Cascaes (Portugal) | Medalla de bronce | RS:X  |